# Alliance (California)
Alliance es un área no incorporada ubicada en el condado de Humboldt en el estado estadounidense de California.

## Geografía
Alliance se encuentra ubicada en las coordenadas 40°53′19″N 124°5′16″O / 40.88861, -124.08778.